# Dzbanecznik radży
Dzbanecznik radży (Nepenthes rajah) – gatunek rośliny mięsożernej z rodziny dzbanecznikowatych. Występuje endemicznie w górach Borneo.

## Występowanie
Dzbanecznik radży rośnie na górach Kinabalu i Tamboyukon w północnej części Borneo, w malezyjskiej prowincji Sabah. Rośnie na glebach serpentynowych, na wysokościach od 1500 do 2650 m n.p.m. Większość lub nawet cała populacja żyje na terenach objętych ochroną, w Parku Narodowym Kinabalu.

## Morfologia

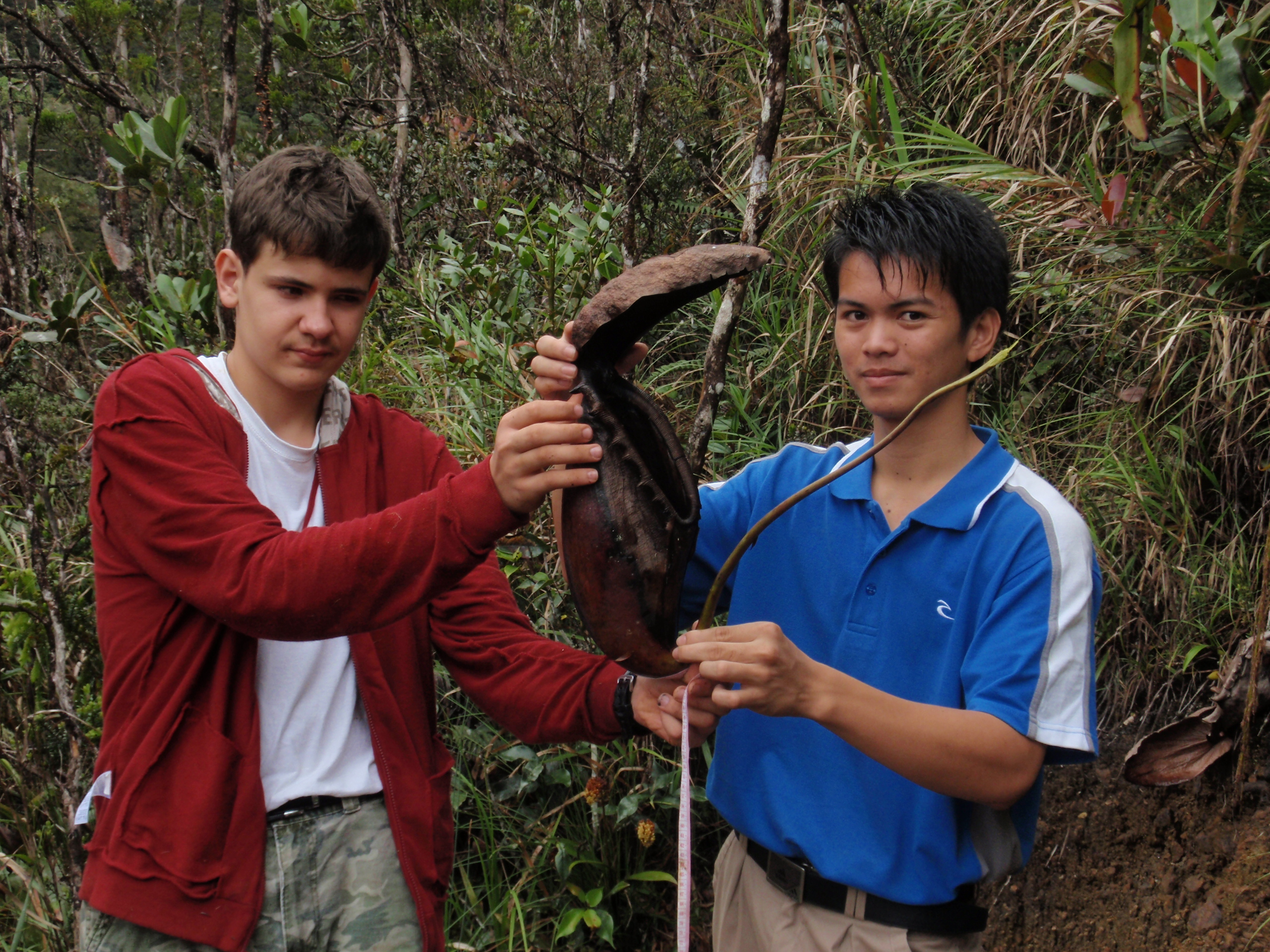
Liść pułapkowy o długości 41 cm

Roślina ta ma liście pułapkowe o kształcie dzbanka z klapą chroniącą przed deszczem, za pomocą których łapie ofiary – głównie owady. Ten dzbanecznik ma szczególnie duże liście pułapkowe, które osiągają ponad 40 cm długości.

## Symbioza
Roślina ta, oprócz chwytania owadów, uzupełnia składniki odżywcze w jeszcze jeden sposób. Wytwarza ona nektar o owocowym zapachu, bogaty w cukry, który wabi tupaje górskie i szczury wierchowe. Relacja między dzbanecznikiem a tymi ssakami ma charakter mutualistyczny: zwierzęta podczas wizyt pożywiają się nektarem i równocześnie defekują do dzbanka, dostarczając roślinie substancje mineralne. Tupaja górska odwiedza roślinę wyłącznie w dzień, podczas gdy szczury wierchowe przeważnie nocą. Tego rodzaju symbioza jest znana wyłącznie dla tego i dwóch innych borneańskich dzbaneczników: dzbanecznika wielkolistnego (N. macrophylla) i N. lowii, które także wykorzystują odchody tupai.